# Џереми Ален Вајт
Џереми Ален Вајт (енгл. Jeremy Allen White; Њујорк, 17. фебруар 1991) амерички је глумац. Познат је по улози Филипа „Липа” Галагера у серији Бесрамници (2011—2021) и Кармена „Кармија” Берзата у серији Медвед (2022—данас). Добитник је награде Еми и две награде Златни глобус.

## Биографија
Рођен је 17. фебруара 1991. у њујоршком предграђу Бруклину. Мајка му је из Северне Каролине. Током основне школе, плесао је балет, џез и степ. Када је ушао у нови плесни програм средње школе са 13 година, одлучио је да се бави глумом.
Дана 18. октобра 2019. оженио се глумицом Адисон Тимлин. Имају две ћерке, рођене октобра 2018. и децембра 2020. У мају 2023. Тимлин је поднела папире за развод. Исте године Вајт је започео везу с шпанском певачицом Росалијом.

## Филмографија

### Филм
| Улоге Џеремија Алена Вајта |                         |               |             |          |
| Година                     | Српски назив            | Изворни назив | Улога       | Напомена |
| 2006.                      |                         |               | млади Клајв |          |
| 2007.                      |                         |               | Самер       |          |
| 2008.                      |                         |               | Дејв        |          |
| 2010.                      | Дванаестица             |               | Чарли       |          |
| 2012.                      |                         |               | Гас         |          |
| 2013.                      | Филм 43                 |               | Кевин Милер |          |
| 2013.                      |                         | Боби          |             |          |
| 2014.                      | Опљачкај мафију         |               | Роберт Ува  |          |
| 2018.                      |                         |               | Елиот       |          |
| 2020.                      | Кућа од страха          |               | Џош         |          |
| 2020.                      |                         | Фреди         |             |          |
| 2021.                      |                         |               | Томасо      |          |
| 2023.                      |                         |               | Данијел     |          |
| 2023.                      |                         | Рајан         |             |          |
| 2023.                      |                         | Кери фон Ерих |             |          |
| 2026.                      | The Mandalorian & Grogu |               | Рота Хат    |          |

### Телевизија
| Улоге Џеремија Алена Вајта |                                          |               |                        |              |
| Година                     | Српски назив                             | Изворни назив | Улога                  | Напомена     |
| 2006.                      |                                          |               | Џек Фелпс              | 1 епизода    |
| 2007—2008.                 | Ред и закон                              |               | Џереми                 | 1 епизода    |
| 2007—2008.                 | Ред и закон                              | Енди Стил     | 1 епизода              |              |
| 2010.                      | Ред и закон: Одељење за специјалне жртве |               | Мајкл Париси           | 1 епизода    |
| 2011—2021.                 | Бесрамници                               |               | Филип „Лип” Галагер    | главна улога |
| 2018.                      | Повратак кући                            |               | Шрајер                 | 4 епизоде    |
| 2022—данас                 | Медвед                                   |               | Кармен „Карми” Берзато | главна улога |